# Associazione Calcio Legnano 1994-1995
Questa pagina raccoglie le informazioni riguardanti l'Associazione Calcio Legnano nelle competizioni ufficiali della stagione 1994-1995.

## Stagione
La stagione 1994-1995 è caratterizzata da due novità: vengono introdotti i tre punti per vittoria e, per le Serie C1 e C2, i play-off e i play-out. Sempre con l'obiettivo della promozione in C1, la dirigenza decide di confermare l'organico e l'allenatore della stagione precedente. Non ci sono quindi movimenti di calciomercato di rilievo.
Il Legnano disputa il girone A della Serie C2, ottenendo l'8º posto in classifica con 45 punti. Il torneo è vinto con 70 punti dal Brescello, che viene promosso direttamente in Serie C1 accompagnato dal Saronno, che invece si impone nei play-off. Il campionato del Legnano, rispetto alle aspettative iniziali, è giudicato mediocre. In Coppa Italia Serie C il Legnano viene eliminato dal Varese al secondo turno.

## Divise e sponsor
| Casa |

## Organigramma societario
Area direttiva
- Presidente: comm. Ferdinando Villa
- Direttore generale: Mauro Bicicli

Area tecnica
- Allenatore: Luigi Vallongo

## Rosa
| N. |                   | Ruolo | Calciatore              |
| -- | ----------------- | ----- | ----------------------- |
|    | Italia (bandiera) | D     | Gianluca Bestetti       |
|    | Italia (bandiera) | A     | Fabrizio Bresciani      |
|    | Italia (bandiera) | C     | Alessio Cicchetti       |
|    | Italia (bandiera) | D     | Simone Cominetti        |
|    | Italia (bandiera) | A     | Alessandro Cozzi        |
|    | Italia (bandiera) | P     | Valentino Cuccunato     |
|    | Italia (bandiera) | C     | Giovanni Cusatis        |
|    | Italia (bandiera) | C     | Massimiliano De Ambrogi |
|    | Italia (bandiera) | A     | Matteo Fattori          |
|    | Italia (bandiera) | C     | Bartolomeo Foglio       |

| N. |                   | Ruolo | Calciatore             |
| -- | ----------------- | ----- | ---------------------- |
|    | Italia (bandiera) | C     | Daniele Gardini        |
|    | Italia (bandiera) | A     | Daniele Giulietti      |
|    | Italia (bandiera) | P     | Gianluca Maffioli      |
|    | Italia (bandiera) | A     | Massimiliano Menegatti |
|    | Italia (bandiera) | C     | Mirko Molena           |
|    | Italia (bandiera) | C     | Alessandro Oldani      |
|    | Italia (bandiera) | C     | Ulisse Raza            |
|    | Italia (bandiera) | D     | Mauro Salvigni         |
|    | Italia (bandiera) | D     | Michele Visentin       |
|    | Italia (bandiera) | D     | Dennis Zanardo         |
|    | Italia (bandiera) | D     | Carlo Zoratto          |

## Risultati

### Campionato

#### Girone di andata
| Arbitro: | Esposito (Venezia) |

|                |           |                  |
| Mascheroni 82’ | Marcatori | 44’ F. Bresciani |

| Arbitro: | Acronzio (Teramo) |

|  |           |                                    |
|  | Marcatori | 8’, 29’ (rig.) Guidoni 81’ Tibaldo |

| Tempio Pausania 18 settembre 1994 3ª giornata | Tempio             | 0 – 0 | Legnano | Stadio Nino Manconi\| Arbitro: \| Galigani (Perugia) \| |
| Arbitro:                                      | Galigani (Perugia) |       |         |                                                         |

| Arbitro: | D'Agostini (Frosinone) |

|                           |           |                |
| Cominetti 15’ Gardini 72’ | Marcatori | 11’, 64’ Righi |

| Novara 2 ottobre 1994 5ª giornata | Novara                                | 0 – 0 | Legnano | Stadio Comunale di Viale Kennedy\| Arbitro: \| Di Gaspare (San Benedetto del Tronto) \| |
| Arbitro:                          | Di Gaspare (San Benedetto del Tronto) |       |         |                                                                                         |

| Arbitro: | Pascariello (Lecce) |

|  |           |             |
|  | Marcatori | 39’ Gheller |

| Arbitro: | Innocente (Udine) |

|                             |           |  |
| Menegatti 36’, 45’ Raza 50’ | Marcatori |  |

| Arbitro: | Mariani (Perugia) |

|                           |           |               |
| Cervellin 15’ Caliari 52’ | Marcatori | 90’ Menegatti |

| Arbitro: | Santoruvo (Bari) |

|               |           |            |
| Menegatti 81’ | Marcatori | 2’ Weffort |

| Arbitro: | Borelli (Roma) |

|                    |           |                              |
| Campistri 31’, 40’ | Marcatori | 43’ Gardini 48’ F. Bresciani |

| Arbitro: | Tullio (Avezzano) |

|           |           |                      |
| Salvi 66’ | Marcatori | 82’ (rig.) Menegatti |

| Arbitro: | Cecotti (Udine) |

|             |           |          |
| Gardini 42’ | Marcatori | 17’ Coti |

| Arbitro: | Ciulli (Roma) |

|  |           |                                       |
|  | Marcatori | 62’ F. Bresciani 90’ (rig.) Menegatti |

| Arbitro: | Lion (Padova) |

|  |           |             |
|  | Marcatori | 49’ Cortesi |

| Arbitro: | Biasutto (Vicenza) |

|              |           |                                |
| Salamone 49’ | Marcatori | 58’ Giulietti 86’ F. Bresciani |

| Arbitro: | Perissinotto (Venezia) |

|                                                  |           |                        |
| Giulietti 19’, 63’, 74’ Menegatti 59’ Oldani 88’ | Marcatori | 18’ Ricci 81’ Terraneo |

| Arbitro: | Calabrese (Avezzano) |

|              |           |               |
| Truddaiu 83’ | Marcatori | 73’ Giulietti |

#### Girone di ritorno
| Arbitro: | Cicoianni (Ascoli Piceno) |

|                                              |           |                     |
| Giulietti 48’ Menegatti 76’ Guida 85’ (aut.) | Marcatori | 45’ Guida 78’ Lenta |

| Arbitro: | Pititto (Vibo Valentia) |

|  |           |               |
|  | Marcatori | 11’ Menegatti |

| Legnano 29 gennaio 1995 20ª giornata | Legnano        | 0 – 0 | Tempio | Stadio Giovanni Mari\| Arbitro: \| Buda (Pescara) \| |
| Arbitro:                             | Buda (Pescara) |       |        |                                                      |

| Cento 12 febbraio 1995 21ª giornata | Centese              | 0 – 0 | Legnano | Stadio Loris Bulgarelli\| Arbitro: \| Gabriele (Frosinone) \| |
| Arbitro:                            | Gabriele (Frosinone) |       |         |                                                               |

| Arbitro: | Zaltron (Bassano del Grappa) |

|                  |           |                                    |
| F. Bresciani 47’ | Marcatori | 16’ Borgobello 22’ (rig.) Ferretti |

| Arbitro: | Strocchia (Nola) |

|                  |           |               |
| Bolis 81’ (rig.) | Marcatori | 44’ Menegatti |

| Valdagno 12 marzo 1995 24ª giornata | Valdagno        | 0 – 0 | Legnano | Stadio dei Fiori\| Arbitro: \| Bianchi (Prato) \| |
| Arbitro:                            | Bianchi (Prato) |       |         |                                                   |

| Arbitro: | Esposito (Venezia) |

|               |           |  |
| Giulietti 59’ | Marcatori |  |

| Arbitro: | Carraro (Conselve) |

|              |           |                  |
| Col 68’, 90’ | Marcatori | 67’ F. Bresciani |

| Legnano 2 aprile 1995 27ª giornata | Legnano           | 0 – 0 | Pavia | Stadio Giovanni Mari\| Arbitro: \| Tullio (Avezzano) \| |
| Arbitro:                           | Tullio (Avezzano) |       |       |                                                         |

| Arbitro: | Paparesta (Bari) |

|  |           |          |
|  | Marcatori | 4’ Zanin |

| Arbitro: | Biasutto (Vicenza) |

|                 |           |  |
| Coti 65’ (rig.) | Marcatori |  |

| Arbitro: | Rigolon (Trento) |

|                     |           |  |
| Di Rocco 46’ (aut.) | Marcatori |  |

| Arbitro: | Di Gaspare (San Benedetto del Tronto) |

|  |           |            |
|  | Marcatori | 84’ Molena |

| Arbitro: | Manari (Teramo) |

|                            |           |  |
| Giulietti 34’ Oldani 90+2’ | Marcatori |  |

| Arbitro: | Baglioni (Prato) |

|              |           |             |
| Cattaneo 34’ | Marcatori | 12’ Fattori |

| Arbitro: | Gabriele (Frosinone) |

|  |           |           |
|  | Marcatori | 72’ Zeoli |

### Coppa Italia Serie C

#### Primo turno eliminatorio
| Legnano 21 agosto 1994 Andata       | Legnano   | 0 – 1 | Saronno | Stadio Giovanni Mari |
| \| \| \| \| \| \| Marcatori \| . \| |           |       |         |                      |
|                                     |           |       |         |                      |
|                                     | Marcatori | .     |         |                      |

| Saronno 31 agosto 1994 Ritorno      | Saronno   | 1 – 2 | Legnano | Stadio Colombo-Gianetti |
| \| \| \| \| \| \| Marcatori \| . \| |           |       |         |                         |
|                                     |           |       |         |                         |
|                                     | Marcatori | .     |         |                         |

#### Secondo turno eliminatorio
| Legnano 21 settembre 1994 Andata    | Legnano   | 0 – 0 | Varese | Stadio Giovanni Mari |
| \| \| \| \| \| \| Marcatori \| . \| |           |       |        |                      |
|                                     |           |       |        |                      |
|                                     | Marcatori | .     |        |                      |

| Varese 10 ottobre 1994 Ritorno      | Varese    | 2 – 0 | Legnano | Stadio Franco Ossola |
| \| \| \| \| \| \| Marcatori \| . \| |           |       |         |                      |
|                                     |           |       |         |                      |
|                                     | Marcatori | .     |         |                      |

## Statistiche

### Statistiche di squadra
| Competizione | Punti | Totale | Totale | Totale | Totale | Totale | Totale | DR |
| Competizione | Punti | G      | V      | N      | P      | Gf     | Gs     | DR |
| ------------ | ----- | ------ | ------ | ------ | ------ | ------ | ------ | -- |
| Serie C2     | 45    | 34     | 10     | 15     | 9      | 35     | 30     | +5 |

### Statistiche dei giocatori
| Giocatore      | Serie C2 | Serie C2 |
| Giocatore      | Presenze | Reti     |
| -------------- | -------- | -------- |
| G. Bestetti    | 26       | 0        |
| F. Bresciani   | 29       | 6        |
| A. Cicchetti   | 23       | 0        |
| S. Cominetti   | 30       | 1        |
| A. Cozzi       | 25       | 0        |
| V. Cuccunato   | 33       | 0        |
| G. Cusatis     | 20       | 0        |
| M. De Ambrogi  | 20       | 0        |
| M. Fattori     | 27       | 1        |
| B. Foglio      | 4        | 0        |
| D. Gardini     | 31       | 3        |
| D. Giulietti   | 31       | 8        |
| G. Maffioli    | 1        | 0        |
| F. Manganiello | 20       | 0        |
| M. Menegatti   | 24       | 10       |
| M. Molena      | 4        | 1        |
| A. Oldani      | 15       | 2        |
| U. Raza        | 25       | 1        |
| M. Salvigni    | 21       | 0        |
| M. Visentin    | 0        | 0        |
| D. Zanardo     | 26       | 0        |
| C. Zoratto     | 19       | 0        |